# Округ Ланьцут
Округ Ланьцут (нем. Bezirk Łańcut, Ланьцутский уезд, пол. Powiat łańcucki) — административная единица коронной земли Королевства Галиции и Лодомерии в составе Австро-Венгрии, существовавшая в 1867—1918 годах. Административный центр — Ланьцут.
Площадь округа в 1879 году составляла 12,5362 квадратных миль (721,33 км²), а население 111 087 человек. Округ насчитывал 113 населённых пунктов, организованных в 106 кадастровых муниципалитетов. На территории округа действовало 2 районных суда — в Ланьцуте, Лежайске и Пшеворске.
С 1 ноября 1899 года часть территории округа была выделена в новый Округ Пшеворск.
В течение 1915 года уезд входил в состав Перемышльской губернии, образованной на занятой русскими войсками территории Австро-Венгрии.
После Первой мировой войны округ вместе со всей Галицией отошёл к Польше.